# Olavius ilvae
Olavius ilvae är en ringmaskart som beskrevs av Giere och Erséus 2002. Olavius ilvae ingår i släktet Olavius och familjen glattmaskar. Inga underarter finns listade i Catalogue of Life.